# Pablo Honey
Pablo Honey is het debuutalbum van de Engelse band Radiohead.  De titel is ontleend aan een nep telefoongesprek uit een sketch van Jerky Boys waar de zinsnede "Pablo, honey? Please come to Florida" voorkomt (een sample van de sketch is te horen in het nummer How do you?). De titel was wel toepasselijk; Yorke vond de bandleden destijds nogal “mothers’ boys”

## Inleiding
Radiohead vond hun eerste plaatje de EP Drill ondermaats. Toch konden ze verder met EMI. Opnamen vonden plaats in Courtyard Studio (I can’t en Lurgee) en de Chipping Norton Studio, beide in Oxfordshire. 
De twee nummers opgenomen in Courtyard Studio werden nog opgenomen onder leiding van Chris Hufford de bandmanager. A&R-man Nick Garfield van EMI wist het producersduo Paul Kolderie en Sean Slade met Stop whispering te overtuigen om Radiohead te begeleiden in verdere opnamen. Ze werkten eerder met Pixies en Dinosaur Jr., maar zochten nieuw werk. Opnamen vorderden traag. Kolderie zei later dat hij en Slade te maken kreeg met onervaren muzikanten. Een van de nummers Creep was echter dermate goed, dat de opnamen niet alleen werden afgesloten met applaus, maar dat EMI de singlekandidaat Inside my head terzijde schoof ten faveure van Creep. Kolderie en Slade mochten vervolgens het gehele album produceren. In de periode van opnamen was Radiohead ook op tournee. Creep was namelijk als in september 1992 uitgebracht; het album volgde pas in februari 1993.

## Musici
- Thom Yorke – zang, gitaar
- Jonny Greenwood – sologitaar, piano en orgel
- Ed O'Brien – gitaar, zang
- Colin Greenwood – basgitaar
- Phil Selway - drumstel

## Muziek
Muziek van Radiohead, teksten van Thom (Yorke)

| Nr. | Titel                  | Duur |
| --- | ---------------------- | ---- |
| 1.  | You                    | 3:29 |
| 2.  | Creep                  | 3:56 |
| 3.  | How do you?            | 2:12 |
| 4.  | Stop whispering        | 5:26 |
| 5.  | Thinking about you     | 2:41 |
| 6.  | Anyone can play guitar | 3:38 |
| 7.  | Ripcord                |      |
| 8.  | Vegetable              | 3:13 |
| 9.  | Prove yourself         | 2:25 |
| 10. | I can't                | 4:13 |
| 11. | Lurgee                 | 3:08 |
| 12. | Blow out               | 4:40 |

Creep zorgde ervoor dat de band wel werd vergeleken met Nirvana. Stop whispering werd weer vergeleken met U2 en Anyone can play guitar met Sonic Youth. Het wees er voornamelijk op dat de band nog zoekende was naar een eigen geluid. Anyone can play guitar is wat het is; alle mensen uit de studio werd gevraagd om op hun eigen manier gitaar te spelen, terug te horen in het intro.

## Nasleep
Het album werd naar de aandacht gesleept via Creep. Ook hier startte de verkoop traag, maar werd juist in de periode naar de release van Pablo Honey veel op MTV uitgezonden. Er volgde zowel een Amerikaanse als Britse tournee, waarbij weer opnieuw aandacht kwam te liggen op Creep dat ineens de Britse hitlijst opnieuw veroverde. De toer was opnieuw geen succes; Jon Greenwood zei achteraf, dat ze zich een soort jukebox voelde; steeds dezelfde nummers uitvoeren. Er was nog geen nieuw repertoire. Dit leidde ertoe dat hun tweede album The Bends een geheel andere geluid kreeg. Pablo Honey zou toch behoorlijke verkoopcijfers halen, maar dan verspreid over een aantal jaren (platina in 1997).
De muziekwereld zat in 1993 niet zo op dit album te wachten; er was nauwelijks aandacht voor. In Nederland lag het enigszins anders. De Volkskrant (26 maart 1993) vond het een combinatie van twaalf oorspronkelijke liedjes met zang met emotionele lading door Yorke; noemde Creep het hoogtepunt. Het Nieuwsblad van het Noorden (2 april 1993) vond het album buiten de geijkte kaders, dynamisch, gruizelig en melancholiek; ze vond het een belofte. Het Parool interviewde Thom Yorke vlak na de uitgifte van het in hun ogen prachtige album, waarbij Yorke toegaf dat de composities een soort rommelmarkt waren; de leden pakten hier en daar wat op en verwerkten het in hun liedjes. Het album zou daarbij als centraal thema hebben "vervreemding van je omgeving". Het thema werd daarbij niet diep uitgewerkt, maar wel geschikt voor een popplaatje, adlus Yorke.
De waardering voor dit afwijkende album nam in de loop der jaren toe. Het is onder meer terug te vinden bij Dutch Progressive Rockpages en Progwereld. Rockpages schreef in september 2000 dat alhoewel afwijkend van het overige repertoire, dat dit album net zo belangrijk was als de andere albums van Radiohead. Progwereld constateerde in 2009 bij een van de heruitgaven, dat dit album ervoor heeft gezorgd dat de opvolgers stuk voor stuk beter waren, maar toch terug te voeren op dit album.
Het album wist diverse noteringen in de albumlijsten te halen, maar haalde nergens een top-20 notering. In Engeland moest het het hebben van de lange adem. In de periode 1993 tot en met 1999 stond het 114 weken genoteerd met een hoogste positie plaats 22, waarvan slechts 3 weken direct na de uitgifte (vanaf 6 maart 1993 plaatsen 25, 39 en 68). 